# Sichelnstein
Sichelnstein is een dorp in de gemeente Staufenberg in het landkreis Göttingen in het zuiden van Nedersaksen. Het dorp ligt binnen de grenzen van het Natuurpark Münden. Sichelnstein werd in 1973 samengevoegd met een aantal gemeenten in de omgeving tot de nieuwe gemeente Staufenberg.
Bijzonder in het dorp is de ruïne van de Burcht Sichelstein waarvan wordt aangenomen dat deze is gebouwd in de negende eeuw.